# Государственная служба времени, частоты и определения параметров вращения Земли России
Государственная служба времени, частоты и определения параметров вращения Земли России (ГСВЧ) — служба, которая осуществляет в России научно-техническую и метрологическую деятельность по воспроизведению национальной шкалы времени и эталонных частот, по определению параметров вращения Земли, а также по обеспечению потребности государства в эталонных сигналах времени и частоты, в информации о параметрах вращения Земли и точном значении московского времени и календарной дате. Находится в ведении Росстандарта. 
ГСВЧ передает информацию о точном московском времени, календарной дате и эталонных сигналах времени (ЭСЧВ) с помощью навигационной спутниковой системы ГЛОНАСС, спутниковых средства связи, радиосвязь (включая специализированные радиостанции), радиовещания и телевидения. Сеть ГСВЧ состоит из специализированных радиостанций с позывными RBU и RTZ в диапазоне длинных волн, специализированных радиостанций с позывным RWM в диапазоне коротких волн, средств передачи ЭСЧВ через радиостанции связи сверхдлинного диапазона и радионавигационных станций длинных волн в диапазоне Минобороны (Бета, Чайка), навигационной сети ГЛОНАСС и средств передачи точного времени через Интернет. Передаваемые этими средствами сигналы синхронизированы с точным временем, формируемым подведомственным Росстандарту Всероссийским научно-исследовательским институтом физико-технических и радиотехнических измерений (ВНИИФТРИ).

## История
С 1863 года точное время, определяемое в Пулковской астрономической обсерватории, начали передавать по телеграфу в Главную петербургскую телеграфную контору, по часам которой проверялось время во всех телеграфных учреждениях Российской империи. 
С 1902 года регулярные астрономические определения времени начали производиться в лаборатории времени Главной палаты мер и весов с целью поверки часов и хронометров морского министерства и других учреждений.
Регулярные передачи по радио сигналов точного времени из Пулковской обсерватории начались с 1 декабря 1920 года через радиостанцию «Новая Голландия». С 25 мая 1921 года сигналы времени из Пулковской обсерватории начали передаваться через Московскую Октябрьскую (Ходынскую) радиостанцию. В 1923 году начала работать Детскосельская радиостанция, через которую регулярно передавались секундные сигналы звездных часов, сигналы времени и ритмические сигналы. Она передавала сигналы времени до 23 июня 1941 года.
Постановлением Совнаркома СССР от 24 июня 1924 года при Пулковской обсерватории был создан Комитет службы времени. С 1925 года он стал регулярно издавать бюллетени времени, в которых публиковались уточненные значения времени в средние моменты передач ритмических сигналов советских и иностранных радиостанций, вычисленные на основании астрономических определений Пулковской обсерватории и службы времени ВНИИМ.
В 1931 году в СССР появились три новые службы времени: Государственного астрономического института им. Л.К. Штернберга (ГАИШ), Центрального научно-исследовательского института геодезии, аэрофотосъемки и картографии (ЦНИИГАиК) и Ташкентской астрономической обсерватории (ТАО). В 1933 году появилась служба времени Харьковского государственного института мер и измерительных приборов (ХГИМИП) и астрономической обсерватории Харьковского государственного университета им. А.М. Горького. В 1938 году появилась служба времени Николаевского отделения ГАО АН СССР. В 1944 году на базе лаборатории времени Московского государственного института мер и измерительных приборов (МГИМИП) была создана ещё одна служба времени. 
Новый этап в развитии Государственной службы времени начался в 1947 году, когда была создана Междуведомственная комиссия единой службы времени при Комитете по делам мер и измерительных приборов при СМ СССР. При ней на базе службы времени МГИМИП было организовано Центральное научно-исследовательское бюро единой службы времени (ЦНИБ). С этого времени на Государственную службу времени возлагалось обеспечение не только сигналами точного времени, но и сигналами образцовых частот.
В 1955 году на базе ЦНИБ был создан Всесоюзный научно-исследовательский институт физико-технических и радиотехнических измерений (ВНИИФТРИ), который и возглавил Государственную службу времени и частоты СССР.
С 1959 года впервые в практической работе начали использоваться квантово-механические меры частоты — аммиачные молекулярные генераторы, созданные в ХГИМИП под руководством А.Я. Лейкина. Они впервые позволили воспроизводить интервалы времени неизменной длительности, принципиально изменив работу службы времени и частоты. Ввод в регулярную эксплуатацию разработанных во ВНИИФТРИ молекулярных генераторов (атомных часов) позволил с 1962 года вместо передачи сигналов времени в системе приближенно-равномерного времени, основу которой составляли астрономические определения, перейти к передаче сигналов времени и частоты в ступенчато-равномерной системе.
Распад СССР и резкое ухудшение финансирования ГСВЧ привели к сокращению числа радиостанций, обеспечивающих передачу эталонных сигналов частоты и времени. Но в 2003 году в ВНИИФТРИ были начаты работы по созданию системы передачи точного времени через Интернет, и с апреля 2005 года в Интернете стали доступны официально зарегистрированные три первичных и один вторичный тайм-серверы ВНИИФТРИ.